# Ferenc Lenkei
Ferenc Lenkei (Budapest, 23 de marzo de 1946) es un deportista húngaro que compitió en natación. Ganó una medalla de bronce en el Campeonato Europeo de Natación de 1966 en la prueba de 4 × 100 m estilos.

## Palmarés internacional
| Campeonato Europeo | Campeonato Europeo     | Campeonato Europeo | Campeonato Europeo |
| Año                | Lugar                  | Medalla            | Prueba             |
| ------------------ | ---------------------- | ------------------ | ------------------ |
| 1966               | Utrecht (Países Bajos) | Medalla de bronce  | 4 × 100 m estilos  |